# Leesen (Adelsgeschlecht)

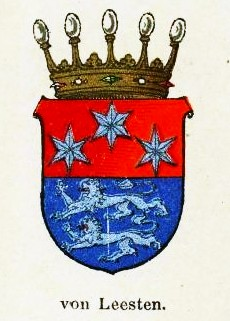
Wappen der Freiherren von Leesten

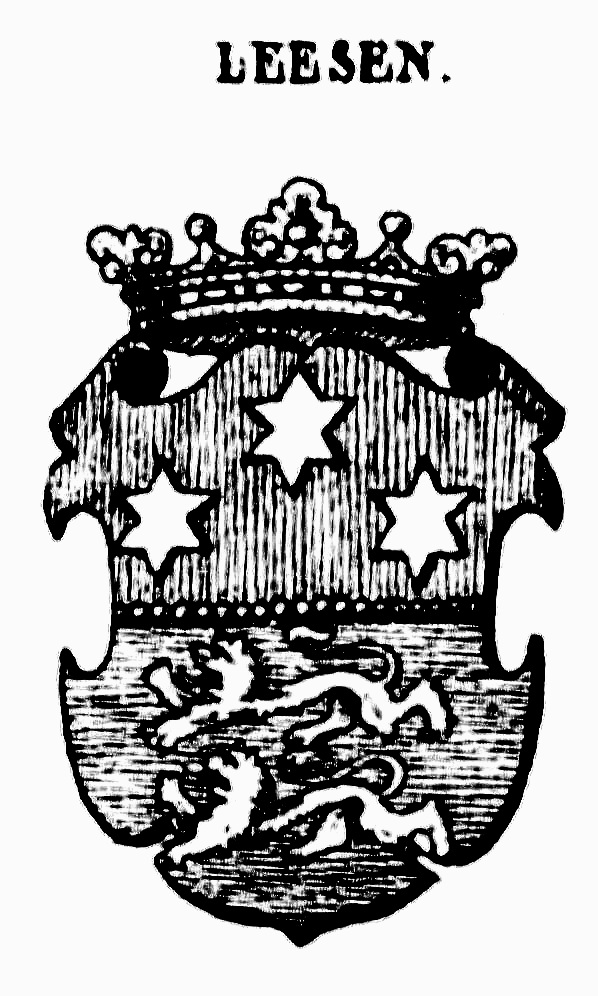
Wappen derer von Leesen

Leesen (auch Leesten) ist der Name eines schleswig-holsteinischen Adelsgeschlechts.

## Geschichte
Einer Familienüberlieferung nach stammt die Familie von zwei Brüdern von Leesen, die 1576 als Protestanten aus Böhmen vertrieben und in die Elbmarschen eingewandert sein sollen. Dem widerspricht die Tatsache, dass bereits zu Beginn des 16. Jahrhunderts die Familie in der Kremper Marsch stark vertreten war. Nach neueren Forschungen soll die Familie schon um das Jahr 1300 in der Haseldorfer Marsch ansässig gewesen sein. Im Jahre 1499 wohnte Hinrik von Leesen „up dat hoghe feld“ [= auf dem hohen Feld (Hochfeld)].
Um die Mitte und gegen das Ende des 16. Jahrhunderts hatte die Familie großen Besitz im Kirchspiel Süderau, in Lesigfeld, Grönland, Schönmoor. Von 1652 bis 1780 wohnten drei von Leesen auf einem Hof in Elskop. Ein Hof in Sommerland war von 1620 bis 1885 im Besitz der Familie. Hier war um die Mitte des 18. Jahrhunderts ein Thies von Leesen Landesschulze für Sommerland-Grönland. Der Name Thies (Matthias) ist in der Familie sehr gebräuchlich. Ein weiterer Zweig der Familie saß seit 1692 ebenfalls zu Elskop bis zum Jahre 1793. Der Sohn des letzten Besitzers dieses Hofes, Etatsrat Thies von Leesen (1772–1847), war Syndikus des Klosters Itzehoe. Er erwarb Land bei Itzehoe, wo er einen großen Garten namens Leesenshöhe anlegte.
Ebenso erwarb er den Katharinenhof auf Fehmarn. Sein Sohn August Ferdinand von Leesen war aktiv in der Schleswig-Holsteinischen Erhebung und verließ Fehmarn nach dessen Niederschlagung durch die dänische Regierung. Er erwarb großen Landbesitz in der Provinz Posen, den er in zwei Familienfideikommisse für seine beiden Neffen aufteilte. Daneben war er mit Immobiliengeschäften in Gotha erfolgreich.
Noch im 20. Jahrhundert blühte die Familie in der Haseldorfer und Kremper Marsch.
August Ferdinand von Leesen wurde mit Diplom vom 27. Dezember 1861 von Herzog Ernst II. von Sachsen-Coburg-Gotha „in ehrender Anerkennung seiner mehrfach bethätigten gemeinnützigen Bestrebungen“ gemeinsam mit seinen beiden Neffen Georg Heinrich Wilhelm (1836–1901) und Nicolaus Ferdinand (1838–1879) in den Freiherrnstand erhoben.

### Besitzungen
- Leesenshöhe bei Itzehoe
- Katharinenhof (Fehmarn) bis 1857

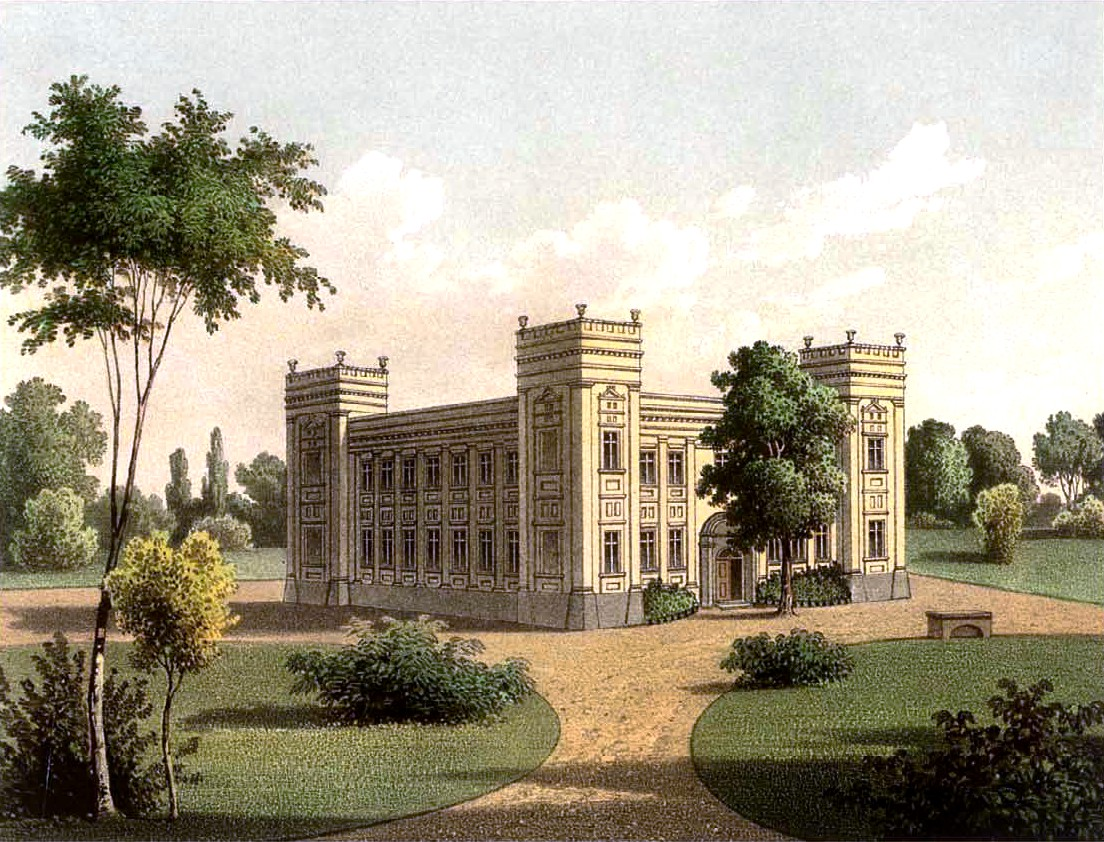
Schloss Treben, Sammlung Duncker

- Herrschaft Treben (heute Trzebiny) mit Petersdorf (insgesamt 950 Hektar), Kreis Fraustadt, dann Kreis Lissa (1860–1945)
- Herrschaft Retschke (heute Drczeczkowo) bei Storchnest (heute Osieczna) mit Wulke (insgesamt 1090 Hektar), Kreis Lissa

## Erinnerung
An August Ferdinand von Leesen erinnert die Leesenstraße im Gothaer Gründerzeitviertel, die er 1864 zur Erschließung seiner Grundstücke anlegen ließ.

## Wappen
Quergeteilt (ehemals durch eine Reihe von 14 silbernen Kugeln). Oben in Rot drei (1:2) silberne Sterne, unten in Blau zwei nach rechts schreitende silberne Löwen übereinander, mit aufgeschlagenen Schweifen. Helmzier: ein wachsender silberner Löwe. Helmdecken: Blau-silbern-rot-silbern.

## Angehörige
- August Ferdinand von Leesen (1804–1876), Erbherr auf Treben, seit 1861 Freiherr
- Wilhelmine von Leesen (1847–1906), deutsche Schriftstellerin